# Mengistu Neway
Mengistu Neway, né en 1919 et mort le 30 mars 1961, était un commandant éthiopien de la garde impériale sous le règne de l'empereur Haile Selassie. Il est connu pour être l'un des premiers dissidents du régime de l'empereur et pour avoir organisé la tentative de coup d'État de 1960 avec son jeune frère Germame Neway, pour laquelle il a été condamné à la peine de mort.

Mengistu et son frère étaient membres d'une lignée noble bien établie appelée Moja, un clan de la famille Shewan qui avait fourni au gouvernement éthiopien un certain nombre de soldats et de gouverneurs pendant un siècle, mais au moment du coup d'État de 1960, il était tombé en disgrâce. Les observateurs éthiopiens, notant que le Moja avait pour tradition de favoriser les réformes, ont spéculé plus tard que leur coup d'État pouvait s'expliquer en termes de politique de lignée éthiopienne. Christopher Clapham rejette cette interprétation, notant "c'est au mieux une simplification excessive, en ce que certains Mojas sont restés fidèles à l'Empereur, tandis que plusieurs non-Mojas étaient activement impliqués; et il n'y a aucune preuve que Mengestu et Germame aient pris les devants en raison de leur Ascendance Moja."  L'opinion de Clapham quant à l'extérieur reflète cependant une vision périphérique et non définitive. Les membres de la noblesse éthiopienne et même des maisons royales sont connus pour choisir et basculer entre les camps en conflit dans les luttes de pouvoir. Le Moja avait joué un rôle déterminant dans l'ascension de Menelik II, Zauditu I et Eyasu V. L'attitude offensante et insultante d'Eyasu envers Fit. Habtegiorgis Dinegde, ministre de la Guerre, de la Justice et surtout époux de Woiz. Altayework Habte, l'un des trois principaux chefs de Moja, a été la goutte d'eau non seulement de Habtegiorgis mais de nombreux alliés de Moja tels que Wordofa Chengere de Dedj, Dedj. Abebe Tufa quittant le camp d'Eyasu.

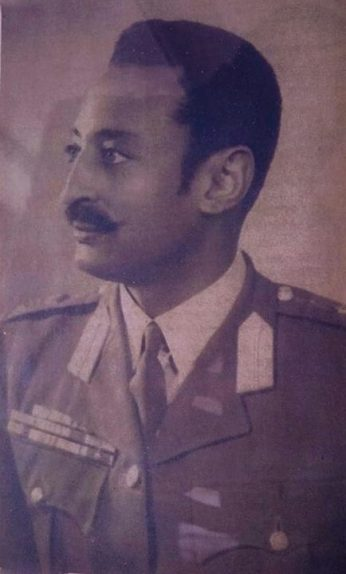
Mengistu Neway

## Biographie
Mengistu était d'origine ethnique Amhara. Il a reçu sa première éducation à l'école St. George à Addis-Abeba, une école dirigée par des Suisses qui a accepté ses premiers élèves en septembre 1929. Il devient ensuite cadet dans la première promotion de l'Académie militaire d'Oletta, qui ouvre en janvier 1935 ; cette première classe de cadets n'a pas pu terminer ses études en raison de l'avènement de la deuxième guerre italo-abyssine. Avec ses camarades de classe, sous la houlette du capitaine suédois Viking Tamm, proviseur d'Olette, ils tentent de tenir le col de Tarmaber face à l'avancée des Italiens après la bataille décisive de Maychew (31 mars 1936), mais sont contraints de se replier sur Addis-Abeba. Les cadets d'Oletta se séparèrent alors en deux groupes : l'un rejoignit Ras Imru Haile Selassie à Gore ; l'autre, qui comprenait Mengistu, avait rejoint Aberra Kassa et pris part à la bataille d'Addis-Abeba, où une tentative audacieuse de reprendre la capitale échoua. Lorsqu'Aberra parut prêt à se soumettre aux Italiens, les 20 ou 30 cadets survivants le quittèrent pour rejoindre l' Arbegnoch dirigé par Haile Mariam Mammo à Mulu. Après que Haile Mariam eut été tué en combattant les Italiens à Gorfo, près d'Addis-Abeba (novembre 1938), il se rendit à Khartoum où il s'entraîna avec ses camarades cadets Asrate Medhin Kassa, Mered Mangesha, Aman Michael Andom et Mulugeta Bulli.
Après le retour de l'empereur Haile Selassie en Éthiopie, Mengistu devint colonel dans l'armée éthiopienne et, en avril 1956, il fut nommé commandant de la garde du corps impériale, en remplacement du général Mulugeta Bulli. Compte tenu de son rôle ultérieur dans la tentative de coup d'État de 1960, un certain nombre d'écrivains ont souligné l'ironie qu'il a servi de bourreau d'au moins un groupe de participants à la rébellion de Gojjame de 1943 dirigée par l'ancien Arbegna Belay Zelleke et a été confié avec l'arrestation des conspirateurs lors de la tentative d'assassinat de l'empereur Haile Selassie en 1951, dirigée par un autre ancien Arbegna Nagash Bazabeh.

## coup d'état de 1960
Avec l'appui du commissaire de police le brigadier général Tsige Dibu et du chef de la sécurité le colonel Werqneh Gebeyehu, dans la soirée du 13 décembre 1960, les comploteurs parviennent à prendre en otage plusieurs ministres et autres personnalités importantes présentes au palais Guenet Leul à Addis-Abeba tandis que les L'empereur était hors du pays. Le lendemain, des unités de la garde du corps impériale encerclent les principales bases militaires de la capitale et prennent le contrôle de la radio. L'empereur a été proclamé déposé et son fils, le prince héritier Asfaw Wossen, a été nommé à sa place. Cependant, le reste de l'armée et l'Église éthiopienne se sont ralliés pour soutenir l'empereur et, le 19 décembre, le coup d'État a été écrasé, bien que 15 des 21 notables pris en otage aient été tués, dont Mulugeta Buli. Les otages ont été mitraillés dans le salon vert juste avant que les putschistes ne se retirent de l'enceinte du palais. Parmi les personnages importants exécutés par les forces de Mengistu figuraient Ras Abebe Aregai, le principal chef de la résistance antifasciste contre l'occupation italienne; Ras Seyoum Mangasha Prince du Tigré, Abba Hanna Jimma, confesseur, aumônier et administrateur de sa maison personnelle de l'empereur; le dejazmach Letyibelu, un chef de file de la résistance de premier plan pendant l'occupation italienne et un noble étroitement lié à l'empereur; et plusieurs autres.
Le général Tsege a été tué dans les combats ; Le colonel Werqneh s'est suicidé. Mengistu et Germame ont échappé à la capture jusqu'au 24 décembre 1960 lorsqu'ils ont été encerclés par l'armée près de Mojo. Plutôt que de se faire capturer le visage, Germaine s'est suicidé; Mengistu se rendit. Il a été jugé, ce qui a fait sensation alors qu'il comparaissait en audience publique sans aucun repentir. Accusé d'avoir massacré les fidèles serviteurs de l'Empereur, le général Mengistu aurait répondu "Je n'ai pas tué les amis de Sa Majesté, j'ai seulement essuyé la saleté de ses yeux". On dit que l'Empereur était enclin à commuer sa peine de mort en prison à vie, mais les puissantes familles des victimes du massacre de Green Salon furent outrées à l'idée et l'Empereur autorisa l'exécution de la peine de mort. Le général Mengistu est pendu quelques mois plus tard, le 30 mars 1961.
Sa deuxième épouse et veuve, Woizero (Mme. ) Kefey Taffere, décédé en avril 1999 après s'être remarié par la suite. Woizero Kefey, en tant que descendant de la dynastie Zagwe, était membre de la famille Wagshum, qui, par le décret impérial de Yikuno Amlak I, n'est que deuxième après la dynastie salomonienne restaurée dans ses revendications sur le trône impérial d'Éthiopie. Elle était membre des niveaux supérieurs de l'aristocratie éthiopienne. Le général Mengistu laisse dans le deuil ses deux fils, Neway Mengistu et Germame Mengistu.

## Remarques
1. ↑  Christopher Clapham, "The Ethiopian Coup d'Etat of December 1960", Journal of Modern African Studies, 6 (1968), pp. 498 - 500.
2. ↑  Kasahun Woldemariam, Myths and realities in the distribution of socioeconomic resources and political power in Ethiopia, Lanham, University Press of America, 2006 (ISBN 9780761833604, OCLC 67838121, lire en ligne), « Chapter V: Inequity in the Distribution of Socioeconomic Resources », p. 117
3. ↑  Bahru Zewde, Pioneers of Change in Ethiopia (Oxford: James Currey, 2002), p. 27
4. ↑  Bahru Zewde, A History of Modern Ethiopia, second edition (Oxford: James Currey, 2001), p. 211
5. ↑  Anthony Mockler, Haile Selassie's War (New York: Olive Branch, 2003), pp. 124-132
6. ↑  Mockler, Haile Selassie's War, pp. 169f
7. 1 2  Mockler, Haile Selassie's War, p. 403
8. ↑  John Spencer, Ethiopia at Bay: A personal account of the Haile Selassie years (Algonac: Reference Publications, 1984),p. 130n
9. ↑  Bahru Zewde, A History, p. 210
10. ↑  Edmund J. Keller, Revolutionary Ethiopia (Bloomington: Indiana University, 1988), pp. 132ff
11. ↑  Clapham, "Ethiopian Coup", p. 497